# スガンブ駅
スガンブ駅（マレー語:Stesen Segambut）はマレーシアのクアラルンプールスガンブにある、マレー鉄道の駅。
当駅に乗り入れている路線は線路名称上はウエスト・コースト線であるが、旅客線としてはKTMコミューターのポート・クラン線が乗り入れをしている。

## 歴史
- 1892年11月7日 - 駅開業。（ラワン - クアラルンプール間の開業による）
- 1995年8月14日 - KTMコミューター ラワン - クアラルンプール間運行開始。
- 2018年7月から - 線路改良工事により当駅に停まる電車が朝ラッシュ時にポート・クラン方面3本、夕ラッシュ時にタンジュン・マリム3本の計6本のみになる。工事の間はKLセントラル行きのシャトルバス（路線番号：KTM3）が運行される[1]。

## 駅構造
相対式ホーム2面2線をもつ地上駅である。改札口は両ホームにあり、両ホームは跨線橋で連絡している。

### のりば
| 1 | 2 ポート・クラン線 | KLセントラル、スバン・ジャヤ、ポート・クラン方面 |
| 2 | 2 ポート・クラン線 | スンガイ・ブロー、ラワン、タンジュン・マリム方面 |

## 駅周辺
- スガンブ工業エリア
- クアラルンプールコートコンプレックス（英語版）
- ドゥタ通り（英語版）
- MATRADE国際展示会議場（英語版）
- モント・キアラ
- スリ・ハルタマス（英語版）

## バス路線
| 路線番号 | 出発地                              | 行先                            | 経由                                |
| -------- | ----------------------------------- | ------------------------------- | ----------------------------------- |
| 190      | スガンブ駅 (起点はメダン・パサール) | モント・キアラ スガンブ・ダラム | スガンブ通り キアラ3通り 19/70a通り |

## 隣の駅
マレー鉄道
2 ポート・クラン線
クポン駅 (KA06) - スガンブ駅 (KA05) - プトラ駅 (KA04)